# Diekgraben
Diekgraben ist als Teil der ehemals selbstständigen Gemeinde Ihmert seit dem 1. Januar 1975 ein Ortsteil der Stadt Hemer in Nordrhein-Westfalen.
Erstmals erwähnt wurde Diekgraben um 1500, als es in diesem Gebiet südwestlich von Ihmert wohl zwei Bauernhöfe gegeben hat. Im Jahr 1730 lebten 17 Bewohner in Diekgraben, 1885 wuchs die Zahl auf 50. Der Name Diekgraben bedeutet ursprünglich Teichgraben, heute findet man teilweise die Schreibweise Dieckgraben.